# Pamela Jintana Racine
Pamela Jintana Racine (New York, 21 dicembre 1977) è una percussionista e danzatrice statunitense che fa parte della band Gogol Bordello dal 1999.

## Biografia
Suo padre, di origine caucasica, proviene dal Vermont, Stati Uniti. Sua madre, asiatica, è originaria di Nakhon Ratchasima in Thailandia. Ha frequentato l'attore americano Elijah Wood, conosciuto sul set di Ogni cosa è illuminata nel giugno del 2004.
Ha partecipato nella parte di sé stessa ai documentari musicali Kill Your Idols (2004) e Gogol Bordello Non-Stop (2007), e ha interpretato la componente di una band ucraina nel film Ogni cosa è illuminata (2005).